# Livanjski sir
Livanjski sir – gatunek sera pochodzący z południowo-zachodniej Bośni, zwłaszcza z okolic miasta Livno, skąd jego produkcja rozprzestrzeniła się na obszar okolic Glamoča i Tomislavgradu.

## Historia
Produkcję rozpoczęto w okresie panowania austro-węgierskiego w 1886, kiedy to zdano sobie sprawę ze sprzyjających w rejonie Livna warunków dla produkcji serowarskiej. Utworzono wtedy Krajową Stację Rolniczą, w skład której wchodziła m.in. serowarnia. Rozpoczął się proces zorganizowanego podejścia do hodowli zwierząt i produkcji sera. Władze państwowe zorganizowały przyjazd kilku mistrzów serowarstwa, przede wszystkim Francuza Cypriana Jailleta, który przebywał w Bośni najdłużej i spędził około 25 lat w Livnie. Podniósł on poziom produkcji lokalnych serów, opierając się na szwajcarskiej i francuskiej tradycji serowarskiej. Przepis na produkcję tego gatunku sera szybko rozprzestrzenił się na okoliczne wsie, gdzie podjęto jego domowy wyrób.
Ser początkowo był wytwarzany wyłącznie z mleka owczego. Później receptura uległa zmianie i obecnie większość produkcji przemysłowej wykorzystuje wyłącznie mleko krowie. Istnieje jednak kilka lokalnych, rodzinnych przedsiębiorstw, które wykorzystują mieszankę mleka owczego i krowiego.

## Charakterystyka
Ser należy do twardych i zwykle dojrzewa od sześćdziesięciu do osiemdziesięciu dni, a w celu uzyskania jeszcze lepszych efektów nawet dłużej. W zależności od długości leżakowania produkt finalny ma barwę od blado- do ciemnożółtej, a jego konsystencja pozostaje twarda, lecz elastyczna, z równomiernie rozłożonymi, średniej wielkości okami. Ze względu na wyrazisty smak i przyjemny, orzechowy aromat ser najlepiej smakuje jako przystawka, zwykle w połączeniu z wędzonym mięsem i mocnym hercegowińskim winem.